# Malause
Malause est une commune française située dans l'ouest du département de Tarn-et-Garonne, en région Occitanie.
Sur le plan historique et culturel, la commune est dans le Quercy Blanc, correspondant à la partie méridionale du Quercy, devant son nom à ses calcaires lacustres du Tertiaire.
Exposée à un climat océanique altéré, elle est drainée par le canal latéral à la Garonne, la Garonne, le canal de Golfech, le ruisseau de la Saudèze et par divers autres petits cours d'eau. La commune possède un patrimoine naturel remarquable : un site Natura 2000 (« Garonne, Ariège, Hers, Salat, Pique et Neste ») et trois zones naturelles d'intérêt écologique, faunistique et floristique.
Malause est une commune rurale qui compte 1 245 habitants en 2022.  Elle fait partie de l'aire d'attraction de Valence. Ses habitants sont appelés les Malausains ou Malausaines.

## Géographie

### Localisation
La commune de Malause est située sur la rive droite de la Garonne, entre Montauban et Agen, proche de la confluence du Tarn et de la Garonne.

### Communes limitrophes
Les communes limitrophes sont Boudou, Goudourville, Merles, Pommevic, Saint-Nicolas-de-la-Grave, Saint-Vincent-Lespinasse et Valence.
| Goudourville | Saint-Vincent-Lespinasse |                           |
| Pommevic     | Malause                  | Boudou                    |
|              | Merles                   | Saint-Nicolas-de-la-Grave |

### Hydrographie

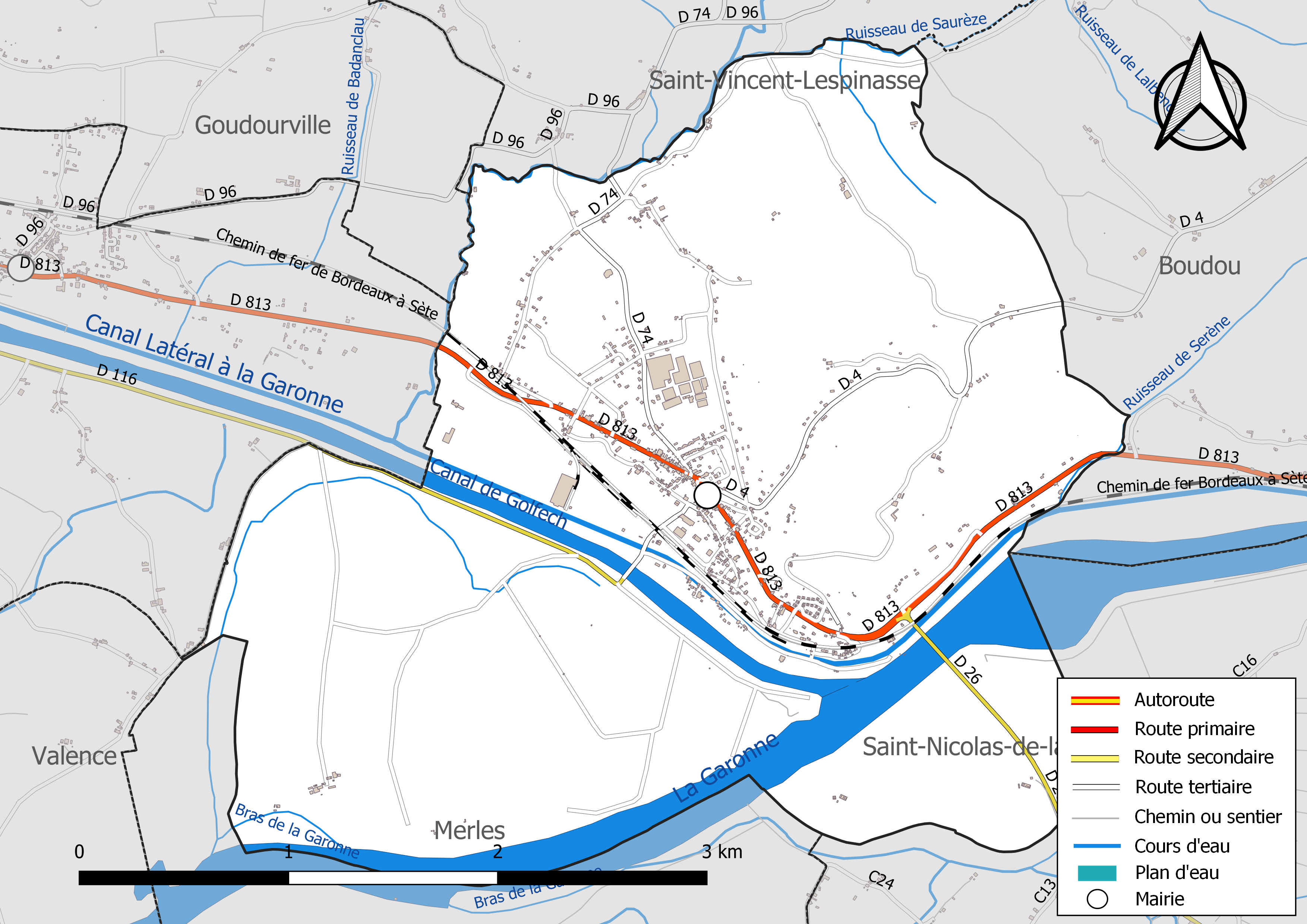
Réseaux hydrographique et routier de Malause.

La commune est dans le bassin versant de la Garonne, au sein du bassin hydrographique Adour-Garonne. Elle est drainée par la Garonne, le canal de Golfech, le ruisseau de la Saudèze, un bras de la Garonne, un bras de la Garonne, le ruisseau de Patau, le ruisseau de Saurèze, le ruisseau de Serène et par deux petits cours d'eau, constituant un réseau hydrographique de 16 km de longueur totale,.
La Garonne est un fleuve principalement français prenant sa source en Espagne et qui coule sur 529 km avant de se jeter dans l’océan Atlantique.
Le canal de Golfech, d'une longueur totale de 13,4 km, prend sa source dans la commune et s'écoule d'est en ouest. Il traverse la commune et se jette dans la Garonne à Donzac, après avoir traversé 7 communes.

### Climat
Pour des articles plus généraux, voir Climat de l'Occitanie et Climat de Tarn-et-Garonne.
En 2010, le climat de la commune est de type climat du Bassin du Sud-Ouest, selon une étude du Centre national de la recherche scientifique s'appuyant sur une série de données couvrant la période 1971-2000. En 2020, Météo-France publie une typologie des climats de la France métropolitaine dans laquelle la commune est exposée à un climat océanique altéré et est dans la région climatique Aquitaine, Gascogne, caractérisée par une pluviométrie abondante au printemps, modérée en automne, un faible ensoleillement au printemps, un été chaud (19,5 °C), des vents faibles, des brouillards fréquents en automne et en hiver et des orages fréquents en été (15 à 20 jours).
Pour la période 1971-2000, la température annuelle moyenne est de 13,5 °C, avec une amplitude thermique annuelle de 15,9 °C. Le cumul annuel moyen de précipitations est de 772 mm, avec 10,2 jours de précipitations en janvier et 6,2 jours en juillet. Pour la période 1991-2020, la température moyenne annuelle observée sur la station météorologique de Météo-France la plus proche, « Valence », sur la commune de Valence à 7 km à vol d'oiseau, est de 14,3 °C et le cumul annuel moyen de précipitations est de 747,3 mm. 
La température maximale relevée sur cette station est de 43 °C, atteinte le 12 août 2003 ; la température minimale est de −13,7 °C, atteinte le 9 février 2012,,.
Les paramètres climatiques de la commune ont été estimés pour le milieu du siècle (2041-2070) selon différents scénarios d'émission de gaz à effet de serre à partir des nouvelles projections climatiques de référence DRIAS-2020. Ils sont consultables sur un site dédié publié par Météo-France en novembre 2022.

### Milieux naturels et biodiversité

#### Réseau Natura 2000

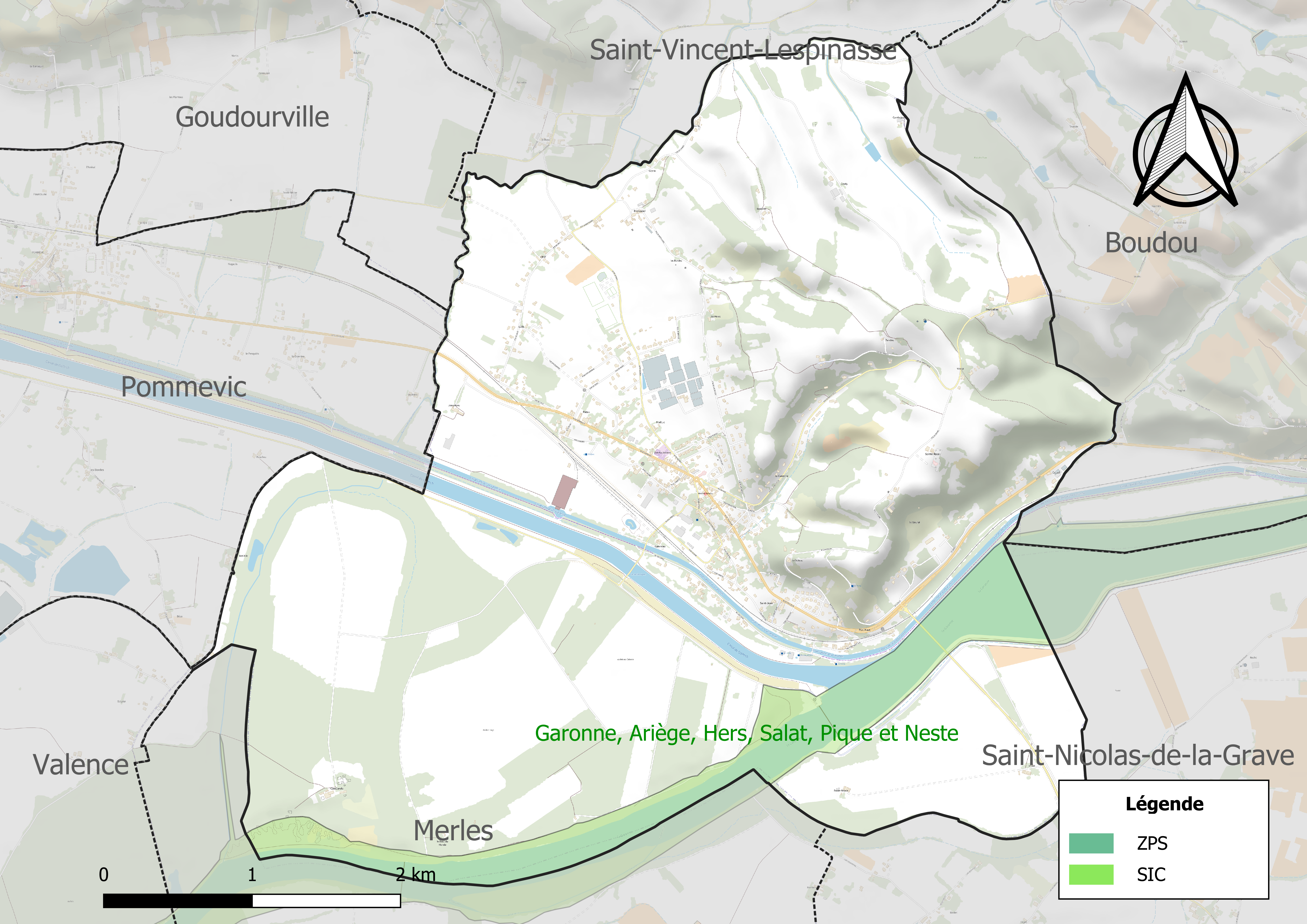
Site Natura 2000 sur le territoire communal.

Le réseau Natura 2000 est un réseau écologique européen de sites naturels d'intérêt écologique élaboré à partir des directives habitats et oiseaux, constitué de zones spéciales de conservation (ZSC) et de zones de protection spéciale (ZPS).
Un site Natura 2000 a été défini sur la commune au titre de la directive habitats : « Garonne, Ariège, Hers, Salat, Pique et Neste », d'une superficie de 9 581 ha, un réseau hydrographique pour les poissons migrateurs, avec des zones de frayères actives et potentielles importantes pour le Saumon en particulier qui fait l'objet d'alevinages réguliers et dont des adultes atteignent déjà Foix sur l'Ariège.

#### Zones naturelles d'intérêt écologique, faunistique et floristique
L’inventaire des zones naturelles d'intérêt écologique, faunistique et floristique (ZNIEFF) a pour objectif de réaliser une couverture des zones les plus intéressantes sur le plan écologique, essentiellement dans la perspective d’améliorer la connaissance du patrimoine naturel national et de fournir aux différents décideurs un outil d’aide à la prise en compte de l’environnement dans l’aménagement du territoire.
Deux ZNIEFF de type 1 sont recensées sur la commune :
« la Garonne de Montréjeau jusqu'à Lamagistère » (5 075 ha), couvrant 92 communes dont 63 dans la Haute-Garonne, trois en Lot-et-Garonne et 26 en Tarn-et-Garonne, et 
la « terrasse de Boudou » (244 ha), couvrant 2 communes du département
et une ZNIEFF de type 2, : 
« la Garonne et milieux riverains, en aval de Montréjeau » (6 874 ha), couvrant 93 communes dont 64 dans la Haute-Garonne, trois en Lot-et-Garonne et 26 en Tarn-et-Garonne.

Carte des ZNIEFF de type 1 et 2 à Malause.
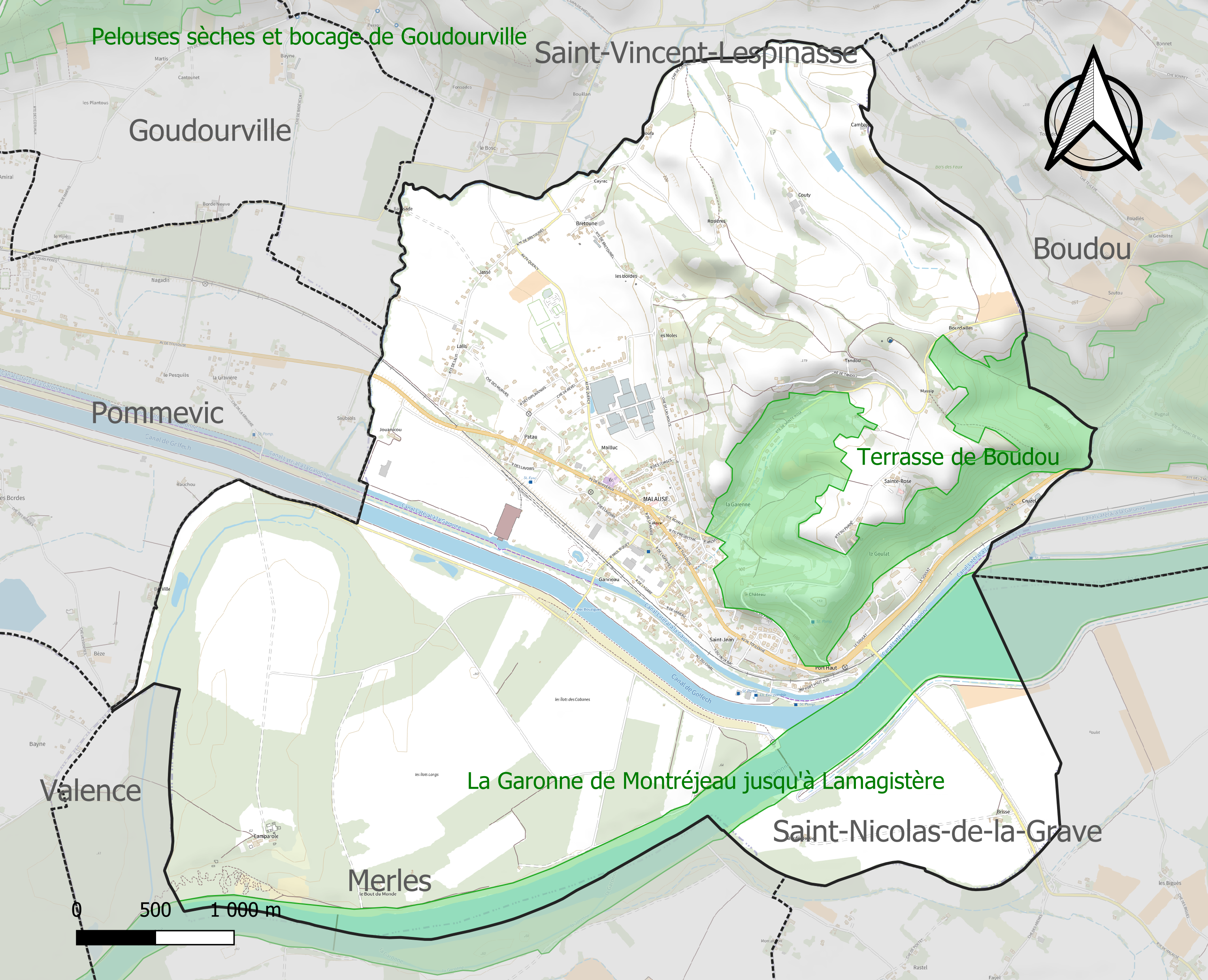
Carte des ZNIEFF de type 1 sur la commune.
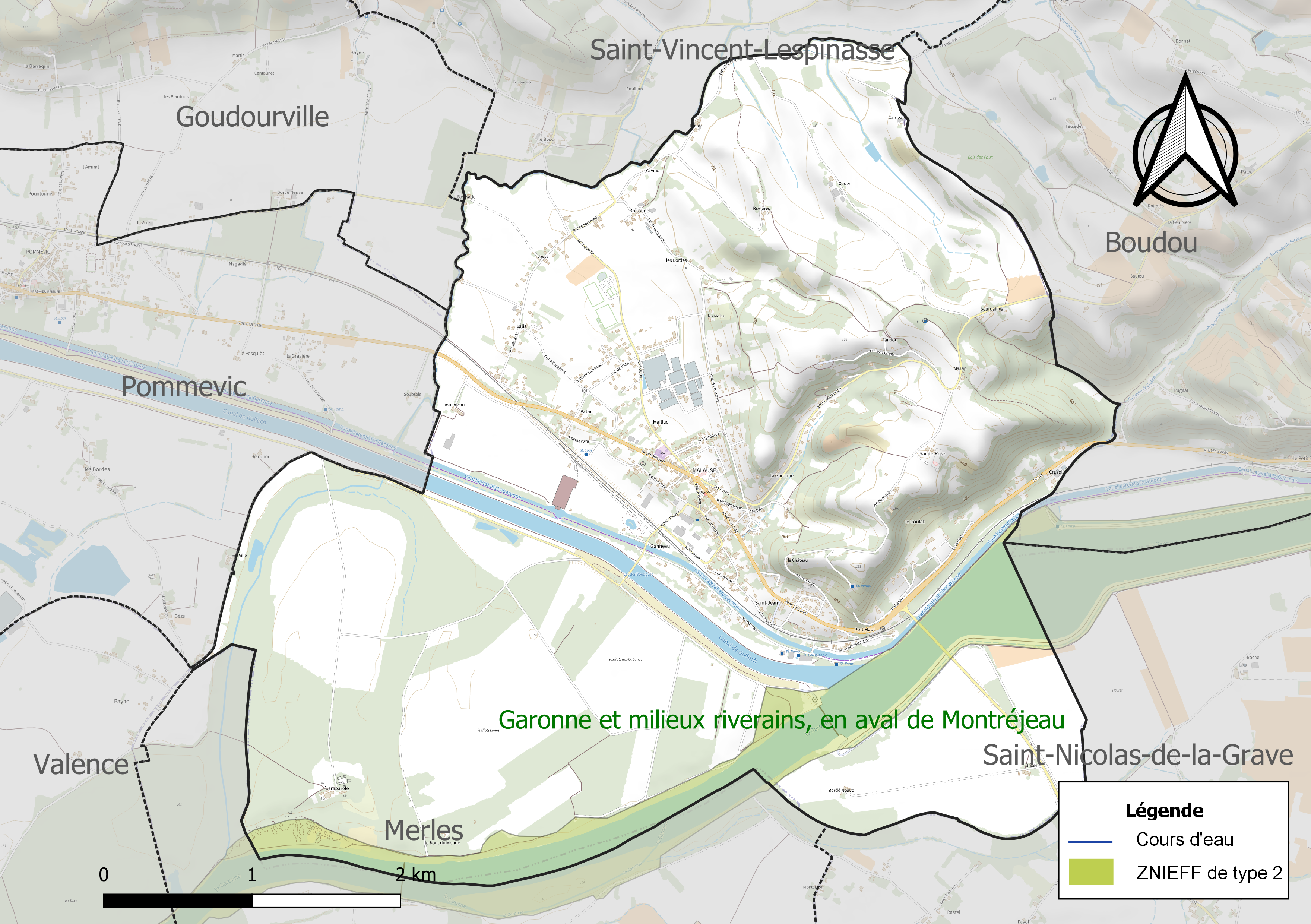
Carte de la ZNIEFF de type 2 sur la commune.

## Urbanisme

### Typologie
Au 1er janvier 2024, Malause est catégorisée commune rurale à habitat dispersé, selon la nouvelle grille communale de densité à sept niveaux définie par l'Insee en 2022.
Elle est située hors unité urbaine. Par ailleurs la commune fait partie de l'aire d'attraction de Valence, dont elle est une commune de la couronne,. Cette aire, qui regroupe 16 communes, est catégorisée dans les aires de moins de 50 000 habitants,.

### Occupation des sols
L'occupation des sols de la commune, telle qu'elle ressort de la base de données européenne d’occupation biophysique des sols Corine Land Cover (CLC), est marquée par l'importance des territoires agricoles (68,4 % en 2018), en diminution par rapport à 1990 (73,7 %). La répartition détaillée en 2018 est la suivante : 
zones agricoles hétérogènes (50,9 %), terres arables (17,5 %), zones urbanisées (9,8 %), eaux continentales (8,4 %), milieux à végétation arbustive et/ou herbacée (7,2 %), forêts (6,1 %). L'évolution de l’occupation des sols de la commune et de ses infrastructures peut être observée sur les différentes représentations cartographiques du territoire : la carte de Cassini (XVIIIe siècle), la carte d'état-major (1820-1866) et les cartes ou photos aériennes de l'IGN pour la période actuelle (1950 à aujourd'hui).

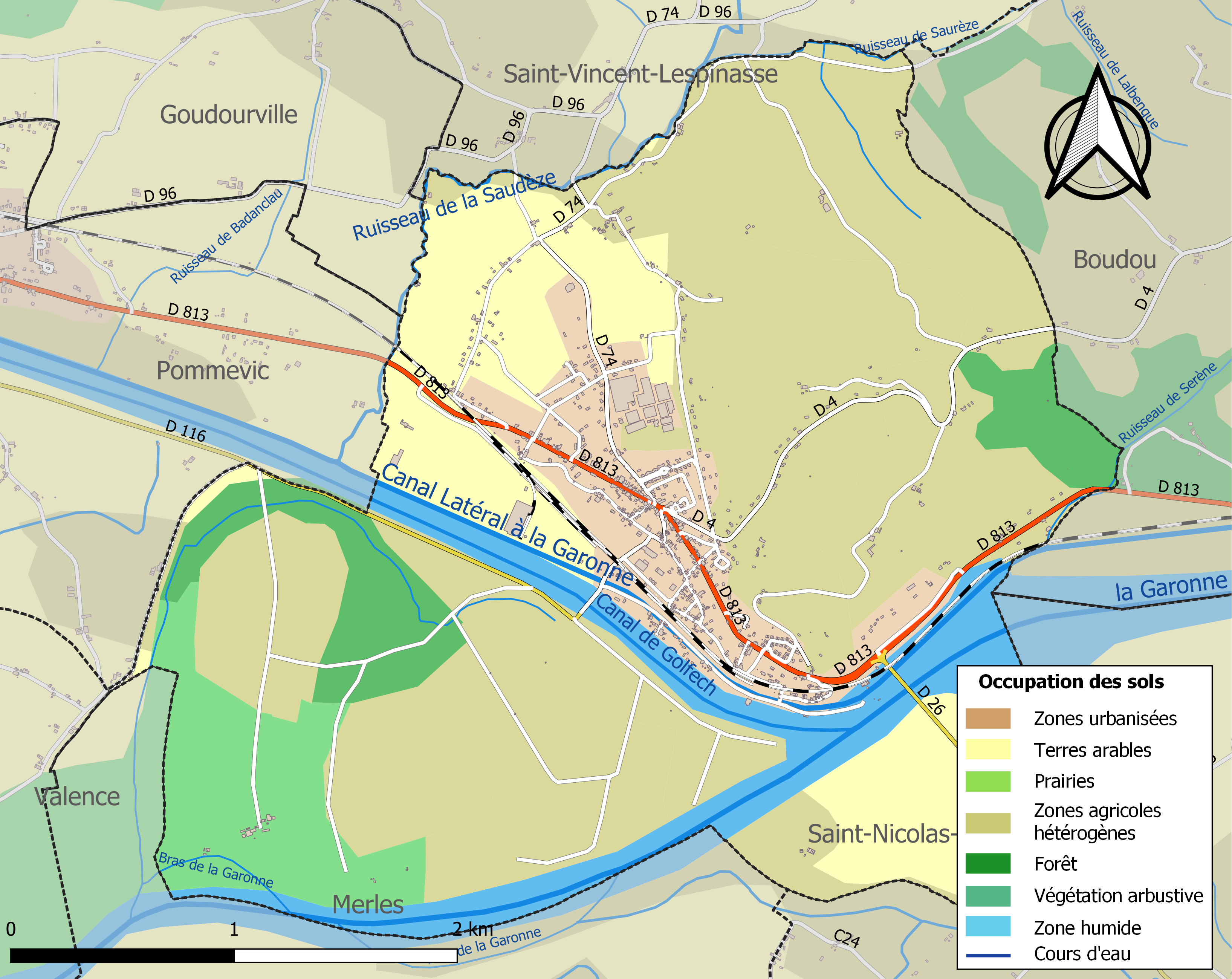
Carte des infrastructures et de l'occupation des sols de la commune en 2018 (CLC).

### Voies de communication et transports
La commune compte une ancienne gare ferroviaire sur son territoire, la gare de Malause, qui n'est plus desservie depuis 2017.
La ligne 801 du réseau liO relie la commune à Montauban depuis Lamagistère.

### Risques majeurs
Le territoire de la commune de Malause est vulnérable à différents aléas naturels : météorologiques (tempête, orage, neige, grand froid, canicule ou sécheresse), inondations, mouvements de terrains et séisme (sismicité très faible). Il est également exposé à deux risques technologiques,  le transport de matières dangereuses et le risque nucléaire. Un site publié par le BRGM permet d'évaluer simplement et rapidement les risques d'un bien localisé soit par son adresse soit par le numéro de sa parcelle.

#### Risques naturels
Certaines parties du territoire communal sont susceptibles d’être affectées par le risque d’inondation par débordement de cours d'eau, notamment la Garonne, le canal latéral à la Garonne, le canal de Golfech et le ruisseau de la Saudèze. La cartographie des zones inondables en ex-Midi-Pyrénées réalisée dans le cadre du XIe Contrat de plan État-région, visant à informer les citoyens et les décideurs sur le risque d’inondation, est accessible sur le site de la DREAL Occitanie. La commune a été reconnue en état de catastrophe naturelle au titre des dommages causés par les inondations et coulées de boue survenues en 1982, 1984, 1996 et 1999,.
Malause est exposée au risque de feu de forêt. Le département de Tarn-et-Garonne présentant toutefois globalement un niveau d’aléa moyen à faible très localisé, aucun Plan départemental de protection des forêts contre les risques d’incendie de forêt (PFCIF) n'a été élaboré. Le débroussaillement aux abords des maisons constitue l’une des meilleures protections pour les particuliers contre le feu,.

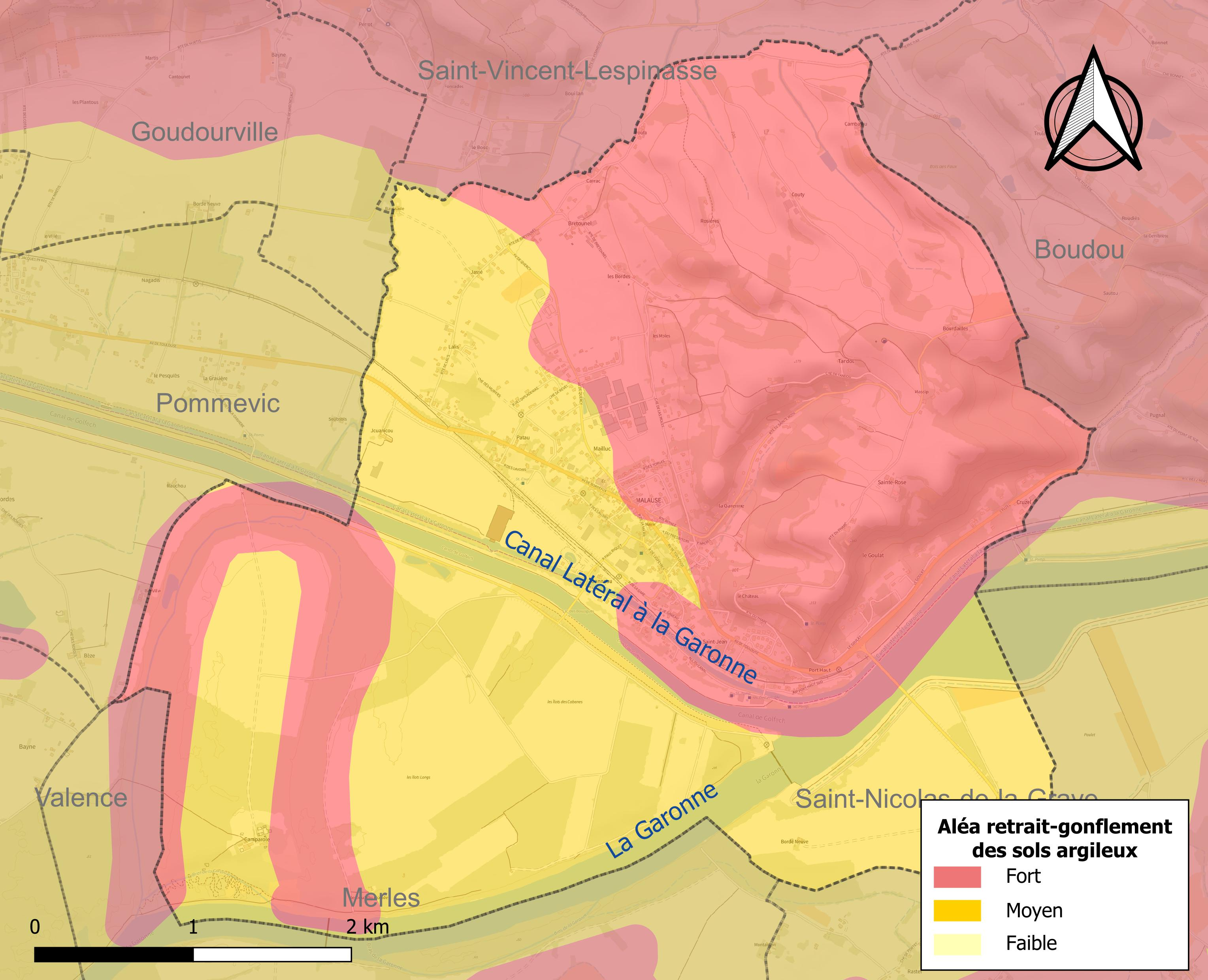
Carte des zones d'aléa retrait-gonflement des sols argileux de Malause.

Les mouvements de terrains susceptibles de se produire sur la commune sont des tassements différentiels.
Le retrait-gonflement des sols argileux est susceptible d'engendrer des dommages importants aux bâtiments en cas d’alternance de périodes de sécheresse et de pluie. La totalité de la commune est en aléa moyen ou fort (92 % au niveau départemental et 48,5 % au niveau national). Sur les 529 bâtiments dénombrés sur la commune en 2019, 529 sont en aléa moyen ou fort, soit 100 %, à comparer aux 96 % au niveau départemental et 54 % au niveau national. Une cartographie de l'exposition du territoire national au retrait gonflement des sols argileux est disponible sur le site du BRGM,.
Par ailleurs, afin de mieux appréhender le risque d’affaissement de terrain, l'inventaire national des cavités souterraines permet de localiser celles situées sur la commune.
Concernant les mouvements de terrains, la commune a été reconnue en état de catastrophe naturelle au titre des dommages causés par la sécheresse en 1989, 1991, 2002, 2003 et 2011 et par des mouvements de terrain en 1999.

#### Risques technologiques
Le risque de transport de matières dangereuses sur la commune est lié à sa traversée par des infrastructures routières ou ferroviaires importantes ou la présence d'une canalisation de transport d'hydrocarbures. Un accident se produisant sur de telles infrastructures est susceptible d’avoir des effets graves sur les biens, les personnes ou l'environnement, selon la nature du matériau transporté. Des dispositions d’urbanisme peuvent être préconisées en conséquence.
En cas d’accident grave, certaines installations nucléaires sont susceptibles de rejeter dans l’atmosphère de l’iode radioactif. La commune étant située dans le périmètre de sûreté de 20 km autour de la centrale nucléaire de Golfech, elle est exposée au risque nucléaire. En cas d'accident nucléaire, une alerte est donnée par différents médias (sirène, sms, radio, véhicules). Dès l'alerte, les personnes habitant dans le périmètre de 2 km se mettent à l'abri. Les personnes habitant dans le périmètre de 20 km peuvent être amenées, sur ordre du préfet, à évacuer et ingérer des comprimés d'iode,,.

## Toponymie
Plusieurs historiens donnent des interprétations diverses à l'origine du nom Malause. La plus plausible est celle qui consiste à penser que le nom vient de « Malaucia » sorte d'établissement, situé sur les bords du petit ruisseau la Saudèze, qui recevait des convalescents d'un hôpital voisin.

## Histoire
Au Xe siècle et pendant près de quatre siècles, Malause-en-Quercy est une seigneurie de la famille de Durfort, puissante maison dont le nom se trouve intimement lié non seulement à l'histoire de Malause, mais encore à celle de toute la région.
Le 21 février 1489, Louise du Lion, riche héritière, se maria avec Charles, bâtard de Bourbon, sénéchal de Toulouse. Elle apportait à son époux, entre autres, la terre de Malauze, la vicomté de Lavedan et les Quatre-Vallées.

## Politique et administration

### Liste des maires
| Période                                  | Période   | Identité              | Étiquette | Qualité |
| ---------------------------------------- | --------- | --------------------- | --------- | ------- |
| Les données manquantes sont à compléter. |           |                       |           |         |
| mars 1995                                | mars 2008 | Lucien Boussac        |           |         |
| mars 2008                                | En cours  | Marie-Bernard Maerten | UDI       |         |

## Démographie
L'évolution du nombre d'habitants est connue à travers les recensements de la population effectués dans la commune depuis 1793. Pour les communes de moins de 10 000 habitants, une enquête de recensement portant sur toute la population est réalisée tous les cinq ans, les populations de référence des années intermédiaires étant quant à elles estimées par interpolation ou extrapolation. Pour la commune, le premier recensement exhaustif entrant dans le cadre du nouveau dispositif a été réalisé en 2005.

En 2022, la commune comptait 1 245 habitants, en évolution de +7,7 % par rapport à 2016 (Tarn-et-Garonne : +3,12 %, France hors Mayotte : +2,11 %).
| 1793  | 1800  | 1806  | 1821  | 1831  | 1836  | 1841  | 1846  | 1851  |
| ----- | ----- | ----- | ----- | ----- | ----- | ----- | ----- | ----- |
| 1 020 | 1 164 | 1 127 | 1 048 | 1 231 | 1 213 | 1 175 | 1 196 | 1 120 |

| 1856  | 1861  | 1866  | 1872  | 1876 | 1881 | 1886 | 1891 | 1896 |
| ----- | ----- | ----- | ----- | ---- | ---- | ---- | ---- | ---- |
| 1 154 | 1 066 | 1 022 | 1 019 | 951  | 888  | 851  | 825  | 800  |

| 1901 | 1906 | 1911 | 1921 | 1926 | 1931 | 1936 | 1946 | 1954 |
| ---- | ---- | ---- | ---- | ---- | ---- | ---- | ---- | ---- |
| 786  | 731  | 682  | 568  | 564  | 654  | 678  | 631  | 717  |

| 1962 | 1968 | 1975 | 1982 | 1990 | 1999 | 2005 | 2006 | 2010  |
| ---- | ---- | ---- | ---- | ---- | ---- | ---- | ---- | ----- |
| 793  | 824  | 762  | 742  | 843  | 871  | 924  | 924  | 1 075 |

| 2015  | 2020  | 2022  | - | - | - | - | - | - |
| ----- | ----- | ----- | - | - | - | - | - | - |
| 1 138 | 1 219 | 1 245 | - | - | - | - | - | - |

## Économie

### Revenus
En 2018, la commune compte 491 ménages fiscaux, regroupant 1 197 personnes. La médiane du revenu disponible par unité de consommation est de 18 740 € (20 140 € dans le département).

### Emploi
|                | 2008  | 2013   | 2018   |
| -------------- | ----- | ------ | ------ |
| Commune        | 8,7 % | 12,2 % | 10,9 % |
| Département    | 8,4 % | 10,2 % | 10,3 % |
| France entière | 8,3 % | 10 %   | 10 %   |

En 2018, la population âgée de 15 à 64 ans s'élève à 685 personnes, parmi lesquelles on compte 73,3 % d'actifs (62,5 % ayant un emploi et 10,9 % de chômeurs) et 26,7 % d'inactifs,. Depuis 2008, le taux de chômage communal (au sens du recensement) des 15-64 ans est supérieur à celui de la France et du département.
La commune fait partie de la couronne de l'aire d'attraction de Valence, du fait qu'au moins 15 % des actifs travaillent dans le pôle,. Elle compte 202 emplois en 2018, contre 209 en 2013 et 198 en 2008. Le nombre d'actifs ayant un emploi résidant dans la commune est de 437, soit un indicateur de concentration d'emploi de 46,3 % et un taux d'activité parmi les 15 ans ou plus de 54,6 %.
Sur ces 437 actifs de 15 ans ou plus ayant un emploi, 84 travaillent dans la commune, soit 19 % des habitants. Pour se rendre au travail, 88,5 % des habitants utilisent un véhicule personnel ou de fonction à quatre roues, 1,3 % les transports en commun, 6,4 % s'y rendent en deux-roues, à vélo ou à pied et 3,8 % n'ont pas besoin de transport (travail au domicile).

### Activités hors agriculture

#### Secteurs d'activités
69 établissements sont implantés  à Malause au 31 décembre 2019. Le tableau ci-dessous en détaille le nombre par secteur d'activité et compare les ratios avec ceux du département,.
| Secteur d'activité                                                                                        | Commune | Commune | Département |
| Secteur d'activité                                                                                        | Nombre  | %       | %           |
| --- | ------- | ------- | ----------- |
| Ensemble                                                                                                  | 69      |         |             |
| Industrie manufacturière, industries extractives et autres                                                | 7       | 10,1 %  | (9,6 %)     |
| Construction                                                                                              | 16      | 23,2 %  | (14,9 %)    |
| Commerce de gros et de détail, transports, hébergement et restauration                                    | 15      | 21,7 %  | (29,7 %)    |
| Information et communication                                                                              | 3       | 4,3 %   | (1,9 %)     |
| Activités financières et d'assurance                                                                      | 3       | 4,3 %   | (3,4 %)     |
| Activités spécialisées, scientifiques et techniques et activités de services administratifs et de soutien | 5       | 7,2 %   | (14,1 %)    |
| Administration publique, enseignement, santé humaine et action sociale                                    | 11      | 15,9 %  | (13,6 %)    |
| Autres activités de services                                                                              | 9       | 13 %    | (9,3 %)     |

Le secteur de la construction est prépondérant sur la commune puisqu'il représente 23,2 % du nombre total d'établissements de la commune (16 sur les 69 entreprises implantées  à Malause), contre 14,9 % au niveau départemental.

#### Entreprises et commerces
Les trois entreprises ayant leur siège social sur le territoire communal qui génèrent le plus de chiffre d'affaires en 2020 sont : 
- SAS Lannes Et Fils, reproduction de plantes (12 696 k€)
- Boussac TP, travaux de terrassement courants et travaux préparatoires (199 k€)
- Prefa 82, fabrication d'éléments en béton pour la construction (0 k€)

### Agriculture
La commune est dans les « Vallées et Terrasses », une petite région agricole occupant le centre et une bande d'est en ouest  du département de Tarn-et-Garonne. En 2020, l'orientation technico-économique de l'agriculture  sur la commune est la culture de fleurs et/ou horticulture diverse. 
|               | 1988 | 2000 | 2010 | 2020 |
| ------------- | ---- | ---- | ---- | ---- |
| Exploitations | 25   | 23   | 10   | 13   |
| SAU (ha)      | 505  | 440  | 154  | 255  |

Le nombre d'exploitations agricoles en activité et ayant leur siège dans la commune est passé de 25 lors du recensement agricole de 1988  à 23 en 2000 puis à 10 en 2010 et enfin à 13 en 2020, soit une baisse de 48 % en 32 ans. Le même mouvement est observé à l'échelle du département qui a perdu pendant cette période 57 % de ses exploitations,. La surface agricole utilisée sur la commune a également diminué, passant de 505 ha en 1988 à 255 ha en 2020. Parallèlement la surface agricole utilisée moyenne reste stable à 20 ha.

## Culture locale et patrimoine

### Lieux et monuments

#### Le pèlerinage de Compostelle
Malause est situé sur le Gr 65, la via Podiensis du pèlerinage de Saint-Jacques-de-Compostelle du Puy-en-Velay à Saint-Jean-Pied-de-Port.
On vient de Moissac pour continuer vers Auvillar.

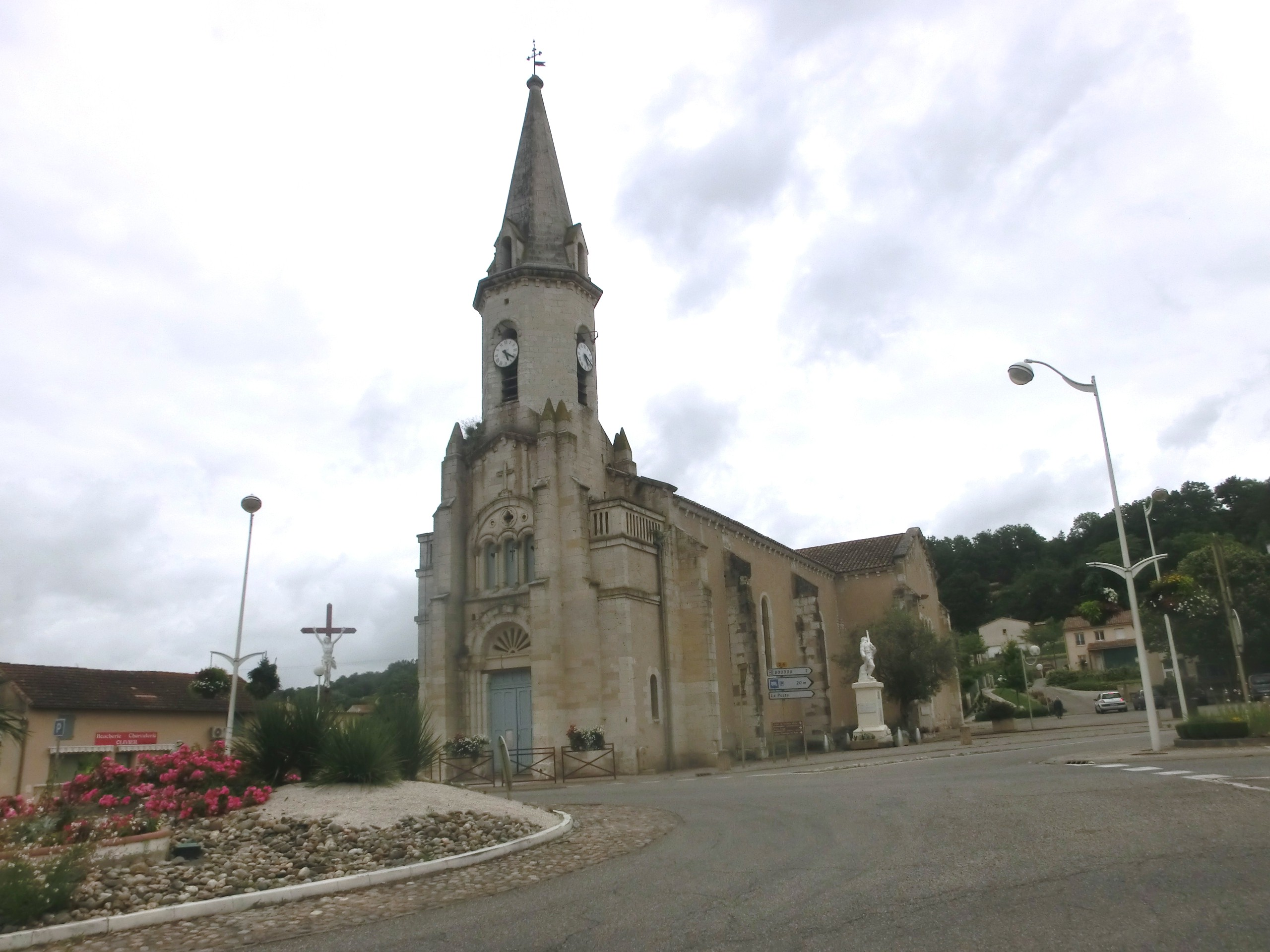
L'église Saint-Jean.

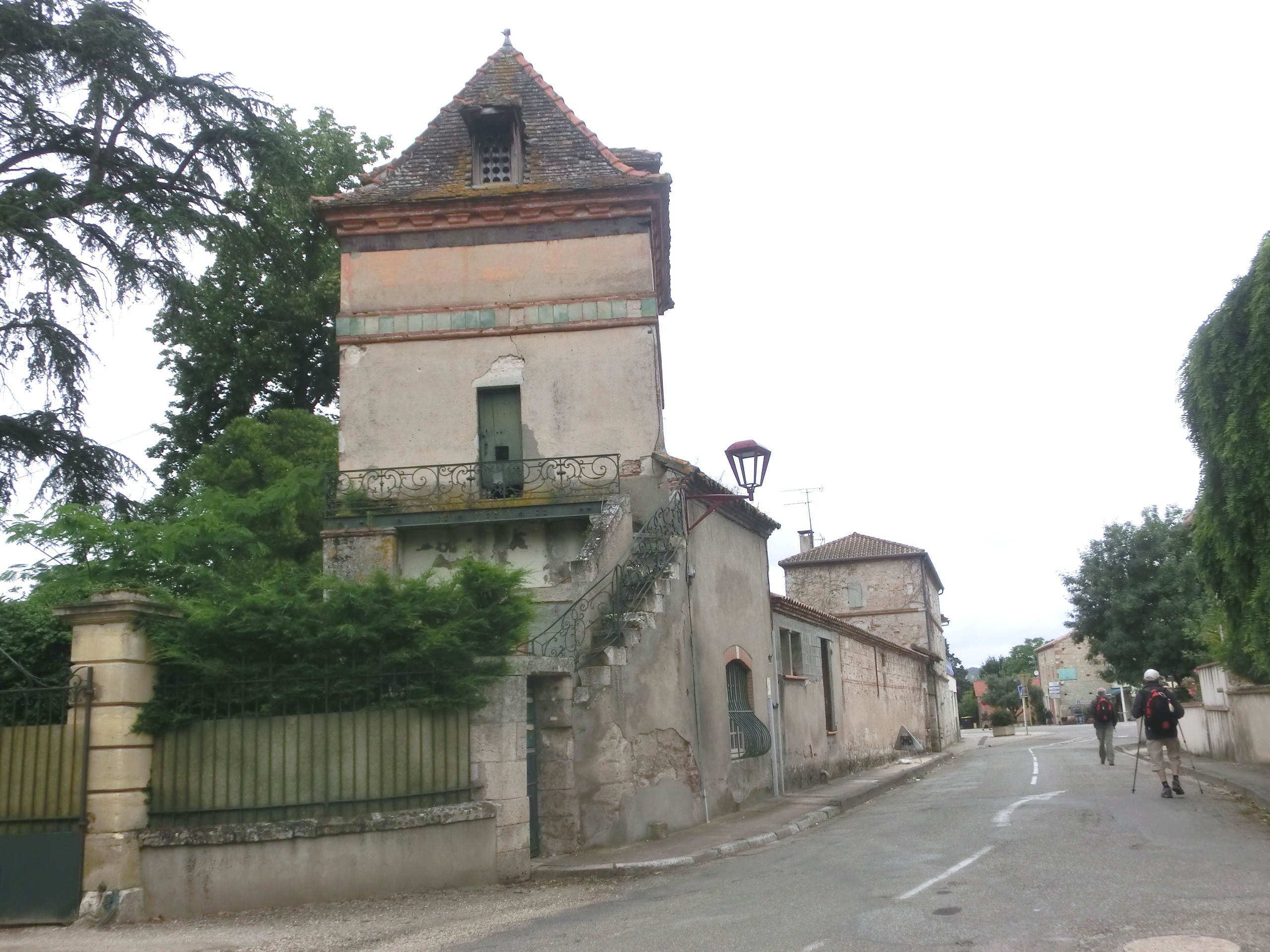
Le chemin de Compostelle traverse Malause

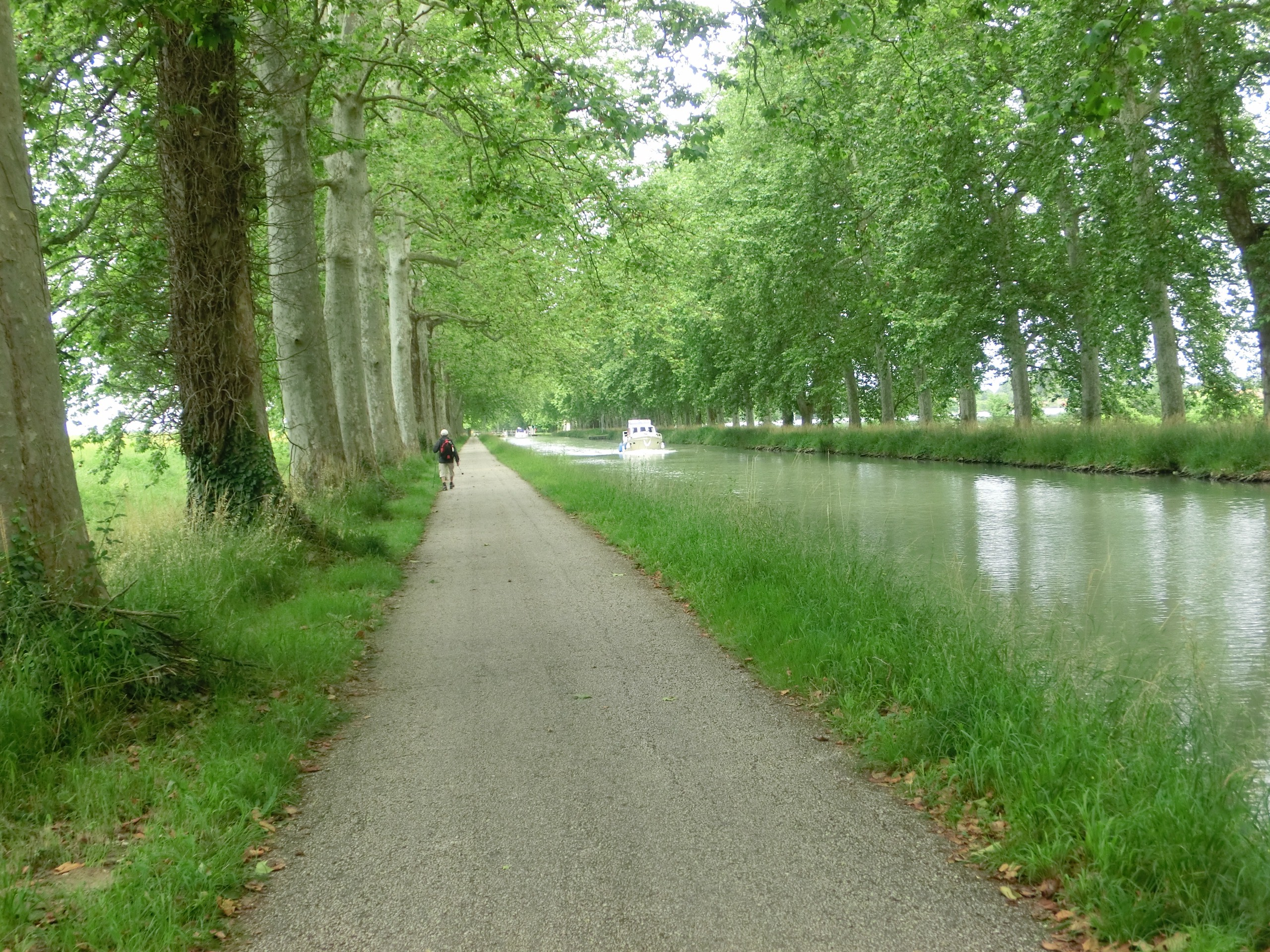
Le canal latéral à la Garonne à Malause.

- Le barrage de Malause : barrage EDF sur la Garonne, à l'origine du canal d'alimentation de la centrale nucléaire de Golfech.
- L'église Sainte-Rose de Sainte-Rose, située dans l'enceinte du cimetière surplombant la vallée de la Garonne. Son portail date du XVe siècle. On venait autrefois à Sainte-Rose en pèlerinage, à cause de l'huile de la lampe qui avait la réputation de guérir les maux pourprés (urticaire et purpura) ou à la suite d'un vœu.
- L'église Saint-Jean-Baptiste de Malause, située au centre du village. L'édifice est référencé dans la base Mérimée et à l'Inventaire général Région Occitanie[42]. Plusieurs objets sont référencés dans la base Palissy[43].
- La halte nautique sur le « canal latéral à la Garonne » qui relie l'Atlantique à la Méditerranée.
- Les lavoirs et de nombreux pigeonniers.
- Le GR 65 du Puy-en-Velay à Saint-Jacques-de-Compostelle traverse le village en provenance de Moissac et se poursuit vers Auvillar.
- Le phare aéronautique de l'aéropostale. Il faisait partie de la ligne Bordeaux-Toulouse et fonctionna du début des années 1930 jusqu'aux environs de la guerre. C'était un repère pour les avions de nuit, son système lumineux consistait en une lanterne tournante d'une portée de 60 km.

### Personnalités liées à la commune
- Philippe Delerm, écrivain.
- Pierre Delvolvé, professeur de droit public honoraire.
- Claude Alibert (1933 - 1-10-2011), écrivain.
- Serge Raffy, journaliste, écrivain.
- Délie Duparc, peintre et sculpteur.

### Héraldique
| Blason de Malause | Blason  | D'argent à la bande d'azur semée de fleurs de lys d'or à plomb chargée d'un filet de gueules. Cf Maison de Bourbon-Lavedan |
| Blason de Malause | Détails | Le statut officiel du blason reste à déterminer.                                                                           |

## Pour approfondir